# Haunatas I
Haunatas I is een bestuurslaag in het regentschap Toba Samosir van de provincie Noord-Sumatra, Indonesië. Haunatas I telt 200 inwoners (volkstelling 2010).